# Ancylocera amplicornis
Ancylocera amplicornis är en skalbaggsart som beskrevs av Chemsak 1963. Ancylocera amplicornis ingår i släktet Ancylocera och familjen långhorningar.
Artens utbredningsområde är Honduras. Inga underarter finns listade i Catalogue of Life.